# Сєдова Наталя Іванівна
Наталія Іванівна Сєдова (Троцька) (5 квітня 1882, Ромни — 23 грудня 1962, Корбей-Есон) — російська революціонерка, цивільна дружина Льва Троцького, завідувачка музейного відділу Наркомпросу у 1918—1928 роках.

## Походження
Наталія Іванівна Сєдова народилася в родині купця. За твердженням її онуки, Юлії Аксельрод, батько бабусі можливо був з козаків, а мати — з польських дворян. Дмитро Волкогонов, в біографії Льва Троцького, стверджує, що вони були забезпеченими людьми, завдяки чому Наталія навчалася в Харківському інституті шляхетних дівчат, звідки була виключена за участь у революційному русі.

## Навчання
У зв'язку зі своєю революційною діяльністю Н. І. Сєдова емігрувала до Франції, де вивчала в Сорбонні курс історії мистецтв. Вона також брала участь у роботі газети «Іскра», якою керував В. І. Ленін, і таким чином у кінці 1902 року в Парижі познайомилася з Левом Троцьким.

## Трудова діяльність
У 1918—1928 роках Наталія Іванівна Сєдова-Троцька була завідувачкою відділу у справах музеїв і охорони пам'яток мистецтва і старовини Народного комісаріату освіти (більш відомого, як музейний відділ Наркомпросу).
Музейний відділ Наркомпросу був створений у травні 1918 року за ініціативою Ігоря Грабара, який набрав штат великих фахівців у галузі мистецтвознавства, музейної справи і реставрації. Завдяки хорошій взаємодії цих двох людей, музейним відділом Наркомпросу вдалося врятувати від розграбування багато приватних зібрань, що залишилися без охорони в роки Громадянської війни в Росії.
10 вересня 1918 року Н. І. Сєдова-Троцька направила телеграму в Орловський губвиконком з вимогою не реквізувати садибу Галахової. Замість цього вона запропонувала влаштувати в садибі музей-читальню Івана Сергійовича Тургенєва. Це відбувалося в розпал боїв в цих місцях Червоної Армії з військами Денікіна, але телеграма Н. І. Сєдової допомогла зупинити знищення садиби, і в кінцевому підсумку музей І. С. Тургенєва було там створено.
У листопаді 1919 року була призначена головою Комітету допомоги пораненим і хворим червоноармійцям (заснованого постановою ВЦВК 29 жовтня 1919 року).
Наталія Іванівна Сєдова-Троцька, користуючись своєю близькістю до більшовицької верхівки, захищала штатних працівників відділу від обшуків і арештів ВЧК і домагалася для них задовільних побутових умов, в першу чергу продовольчих пайків. Так, у березні 1920 року вона звернулася з листом до В. І. Леніна з проханням забезпечити працівникам відділу «задовільний пайок». Втім не завжди її втручання було успішним. Наприклад, у 1920 році, незважаючи на її заступництво, ВЧК розстріляла одного із співробітників музейного відділу Наркомпросвіти — відомого до революції видавця Вікентія Пашуканіса (родича марксиста Євгенія Пашуканіса).

## Еміграція
Після того як Лев Троцький втратив вплив у керівництві більшовицькою партією і незабаром був висланий з Радянської Росії, Наталія Сєдова з одним із синів — Левом — послідувала за ним.
Вона втратила обох своїх синів. Її молодший син, Сергій Сєдов, який не був політично активний і працював професором Московського технологічного інституту, був розстріляний у 1937 році. Її старший син, Лев Сєдов, який був політично активним троцькістом, помер у 1938 році під час операції в Парижі при підозрілих обставинах.
У 1940 році агентами НКВС був убитий і її чоловік — Лев Троцький. Незадовго до смерті Троцький з дружиною дивом вижили при замаху групи Сікейроса і жили в атмосфері постійного страху (Лев Давидович повторював Наталі: «Бачиш, вони не вбили нас цієї ночі»).
Після вбивства чоловіка Наталія Сєдова залишилася в Мексиці, де продовжувала підтримувати контакти з багатьма революціонерами у вигнанні. У цей період у співавторстві з Віктором Сержем вона пише біографію Льва Троцького.
У 1951 році Н. І. Сєдова вийшла зі складу заснованого Троцьким Четвертого Інтернаціоналу з ідеологічних розбіжностей (вона встала на точку зору Макса Шахтмана про бюрократичний колективізм).
У 1960 році Н. І. Сєдова переїхала з Мексики до Франції у Париж.

## Кіновтілення
- Валентина Кортезе («Вбивство Троцького», 1972).
- Наталя Кісліцина («Сталін», 1992).
- Ія Саввіна («Троцький», 1993).
- Маргарита Санс («Фріда», 2002).
- Ольга Сутулова, («Троцький», 2017).